# Alpin skidåkning vid paralympiska vinterspelen 2022
Alpin skidåkning vid de paralympiska vinterspelen 2022 arrangerades mellan den 5 och 13 mars 2022 på Xiaohaituo alpincenter i Peking.
Det tävlades i följande grenar:
- Störtlopp: (herrar och damer)
- Super-G: (herrar och damer)
- Storslalom: (herrar och damer)
- Slalom: (herrar och damer)
- Superkombination: (herrar och damer)

Därefter delas idrottarna i varje gren upp i tre klasser: synskadade (med seende ledsagare), sittande och stående.
170 paraidrottare från 37 nationer deltog. Yngst var 15-åriga Elina Stary och äldst var 57-åriga Linda Le Bon.

## Medaljörer

### Damer
| Gren             | Klass      | Guld                                                  | Guld    | Silver                                                 | Silver  | Brons                                                  | Brons   |
| Störtlopp        | Synskadade | Henrieta Farkašová Ledsagare: Martin Motyka Slovakien | 1.19,50 | Zhu Daqing Ledsagare: Hanhan Yan Kina                  | 1.21,75 | Millie Knight Ledsagare: Brett Wild Storbritannien     | 1.23,20 |
| Störtlopp        | Sittande   | Momoka Muraoka Japan                                  | 1.29,77 | Anna-Lena Forster Tyskland                             | 1.30,59 | Liu Sitong Kina                                        | 1.32,10 |
| Störtlopp        | Stående    | Mollie Jepsen Kanada                                  | 1.21,75 | Zhang Mengqiu Kina                                     | 1.21,85 | Ebba Årsjö Sverige                                     | 1.23,20 |
| Super-G          | Synskadade | Alexandra Rexová Ledsagare: Eva Trajčíková Slovakien  | 1.17,01 | Menna Fitzpatrick Ledsagare: Gary Smith Storbritannien | 1.18,79 | Zhu Daqing Ledsagare: Hanhan Yan Kina                  | 1.19,30 |
| Super-G          | Sittande   | Momoka Muraoka Japan                                  | 1.23,73 | Anna-Lena Forster Tyskland                             | 1.23,84 | Zhang Wenjing Kina                                     | 1.24,31 |
| Super-G          | Stående    | Zhang Mengqiu Kina                                    | 1.13,54 | Marie Bochet Frankrike                                 | 1.14,97 | Alana Ramsay Kanada                                    | 1.16,84 |
| Storslalom       | Synskadade | Veronika Aigner Ledsagare: Elisabeth Aigner Österrike | 1.52,54 | Zhu Daqing Ledsagare: Hanhan Yan Kina                  | 1.59,85 | Barbara Aigner Ledsagare: Klara Sykora Österrike       | 1.59,93 |
| Storslalom       | Sittande   | Momoka Muraoka Japan                                  | 2.02,27 | Liu Sitong Kina                                        | 2.09,55 | Zhang Wenjing Kina                                     | 2.10,92 |
| Storslalom       | Stående    | Zhang Mengqiu Kina                                    | 1.55,12 | Mollie Jepsen Kanada                                   | 2.00,95 | Andrea Rothfuss Tyskland                               | 2.01,91 |
| Slalom           | Synskadade | Veronika Aigner Ledsagare: Elisabeth Aigner Österrike | 1.31,53 | Barbara Aigner Ledsagare: Klara Sykora Österrike       | 1.33,24 | Alexandra Rexová Ledsagare: Eva Trajčíková Slovakien   | 1.36,31 |
| Slalom           | Sittande   | Anna-Lena Forster Tyskland                            | 1.37,86 | Zhang Wenjing Kina                                     | 1.40,18 | Liu Sitong Kina                                        | 1.41,31 |
| Slalom           | Stående    | Ebba Årsjö Sverige                                    | 1.31,76 | Zhang Mengqiu Kina                                     | 1.37,40 | Anna-Maria Rieder Tyskland                             | 1.40,50 |
| Superkombination | Synskadade | Henrieta Farkašová Ledsagare: Michal Červeň Slovakien | 2.03,39 | Zhu Daqing Ledsagare: Hanhan Yan Kina                  | 2.04,25 | Menna Fitzpatrick Ledsagare: Gary Smith Storbritannien | 2.05,98 |
| Superkombination | Sittande   | Anna-Lena Forster Tyskland                            | 2.11,37 | Momoka Muraoka Japan                                   | 2.12,14 | Liu Sitong Kina                                        | 2.15,84 |
| Superkombination | Stående    | Ebba Årsjö Sverige                                    | 1.56,51 | Zhang Mengqiu Kina                                     | 1.58,02 | Alana Ramsay Kanada                                    | 2.06,33 |

### Herrar
| Gren             | Klass      | Guld                                                    | Guld    | Silver                                                  | Silver  | Brons                                                          | Brons   |
| Störtlopp        | Synskadade | Johannes Aigner Ledsagare: Matteo Fleischmann Österrike | 1.13,45 | Mac Marcoux Ledsagare: Jack Leitch Kanada               | 1.13,81 | Hyacinthe Deleplace Ledsagare: Valentin Giraud Moine Frankrike | 1.14,10 |
| Störtlopp        | Sittande   | Corey Peters Nya Zeeland                                | 1.16,73 | Jesper Pedersen Norge                                   | 1.17,99 | Taiki Morii Japan                                              | 1.18,29 |
| Störtlopp        | Stående    | Arthur Bauchet Frankrike                                | 1.14,92 | Markus Salcher Österrike                                | 1.15,25 | Théo Gmür Schweiz                                              | 1.16,17 |
| Super-G          | Synskadade | Neil Simpson Ledsagare: Andrew Simpson Storbritannien   | 1.08,91 | Giacomo Bertagnolli Ledsagare: Andrea Ravelli Italien   | 1.09,31 | Johannes Aigner Ledsagare: Matteo Fleischmann Österrike        | 1.09,74 |
| Super-G          | Sittande   | Jesper Pedersen Norge                                   | 1.09,69 | Corey Peters Nya Zeeland                                | 1.10,16 | Taiki Morii Japan                                              | 1.10,61 |
| Super-G          | Stående    | Liang Jingyi Kina                                       | 1.09,11 | Markus Salcher Österrike                                | 1.09,35 | Alexis Guimond Kanada                                          | 1.10,02 |
| Storslalom       | Synskadade | Johannes Aigner Ledsagare: Matteo Fleischmann Österrike | 1.49,34 | Giacomo Bertagnolli Ledsagare: Andrea Ravelli Italien   | 1.51,02 | Miroslav Haraus Ledsagare: Maros Hudik Slovakien               | 1.54,92 |
| Storslalom       | Sittande   | Jesper Pedersen Norge                                   | 1.54,20 | Renè De Silvestro Italien                               | 1.57,50 | Liang Zilu Kina                                                | 2.00,92 |
| Storslalom       | Stående    | Santeri Kiiveri Finland                                 | 1.55,40 | Thomas Walsh USA                                        | 1.55,44 | Arthur Bauchet Frankrike                                       | 1.55,89 |
| Slalom           | Synskadade | Giacomo Bertagnolli Ledsagare: Andrea Ravelli Italien   | 1.26,82 | Johannes Aigner Ledsagare: Matteo Fleischmann Österrike | 1.27,10 | Miroslav Haraus Ledsagare: Maroš Hudík Slovakien               | 1.36,22 |
| Slalom           | Sittande   | Jesper Pedersen Norge                                   | 1.31,10 | Niels de Langen Nederländerna                           | 1.37,18 | René De Silvestro Italien                                      | 1.38,44 |
| Slalom           | Stående    | Arthur Bauchet Frankrike                                | 1.29,61 | Liang Jingyi Kina                                       | 1.32,27 | Adam Hall Nya Zeeland                                          | 1.33,21 |
| Superkombination | Synskadade | Giacomo Bertagnolli Ledsagare: Andrea Ravelli Italien   | 1.49,80 | Johannes Aigner Ledsagare: Matteo Fleischmann Österrike | 1.51,98 | Neil Simpson Ledsagare: Andrew Simpson Storbritannien          | 1.52,81 |
| Superkombination | Sittande   | Jesper Pedersen Norge                                   | 1.50,23 | Jeroen Kampschreur Nederländerna                        | 1.50,51 | Niels de Langen Nederländerna                                  | 1.53,40 |
| Superkombination | Stående    | Arthur Bauchet Frankrike                                | 1.50,26 | Santeri Kiiveri Finland                                 | 1.54,48 | Adam Hall Nya Zeeland                                          | 1.54,77 |

## Medaljtabell
*   Värdland ( Kina)
| Nr                   | Nation               | Guld | Silver | Brons | Totalt |
| -------------------- | -------------------- | ---- | ------ | ----- | ------ |
| 1                    | Österrike            | 5    | 5      | 2     | 12     |
| 2                    | Kina*                | 3    | 9      | 7     | 19     |
| 3                    | Japan                | 3    | 1      | 2     | 6      |
| 3                    | Frankrike            | 3    | 1      | 2     | 6      |
| 5                    | Norge                | 3    | 1      | 0     | 4      |
| 6                    | Slovakien            | 3    | 0      | 3     | 6      |
| 7                    | Italien              | 2    | 3      | 1     | 6      |
| 8                    | Tyskland             | 2    | 2      | 2     | 6      |
| 9                    | Sverige              | 2    | 0      | 1     | 3      |
| 10                   | Kanada               | 1    | 2      | 3     | 6      |
| 11                   | Storbritannien       | 1    | 1      | 3     | 5      |
| 12                   | Nya Zeeland          | 1    | 1      | 2     | 4      |
| 13                   | Finland              | 1    | 1      | 0     | 2      |
| 14                   | Nederländerna        | 0    | 2      | 1     | 3      |
| 15                   | USA                  | 0    | 1      | 0     | 1      |
| 16                   | Schweiz              | 0    | 0      | 1     | 1      |
| Totalt (16 nationer) | Totalt (16 nationer) | 30   | 30     | 30    | 90     |